# Dioscorea lepida
Dioscorea lepida là một loài thực vật có hoa trong họ Dioscoreaceae. Loài này được C.V.Morton mô tả khoa học đầu tiên năm 1936.